# 강림중학교
강림중학교(講林中學校)는 대한민국 강원특별자치도 횡성군 강림면 강림리에 있는 공립 중학교이다.

## 학교 연혁
- 1972년 12월 26일 : 강림중학교 설립 인가
- 1973년 3월 2일 : 3학급 입학식 거행
- 1975년 1월 20일 : 6학급 인가
- 1991년 3월 1일 : 3학급 인가
- 1998년 4월 1일 : 학교운영위원회 조직
- 2023년 9월 1일 : 제29대 권혁장 교장 부임
- 2025년 1월 2일 : 제50회 졸업식(졸업생 2명, 총 졸업생수 1,934명)
- 2025년 3월 4일 : 제53회 입학식(4명)

## 참고 자료
- 강림중학교 - 한국교육학술정보원 학교알리미